# Umami
Pour l’article homonyme, voir Umami (film).

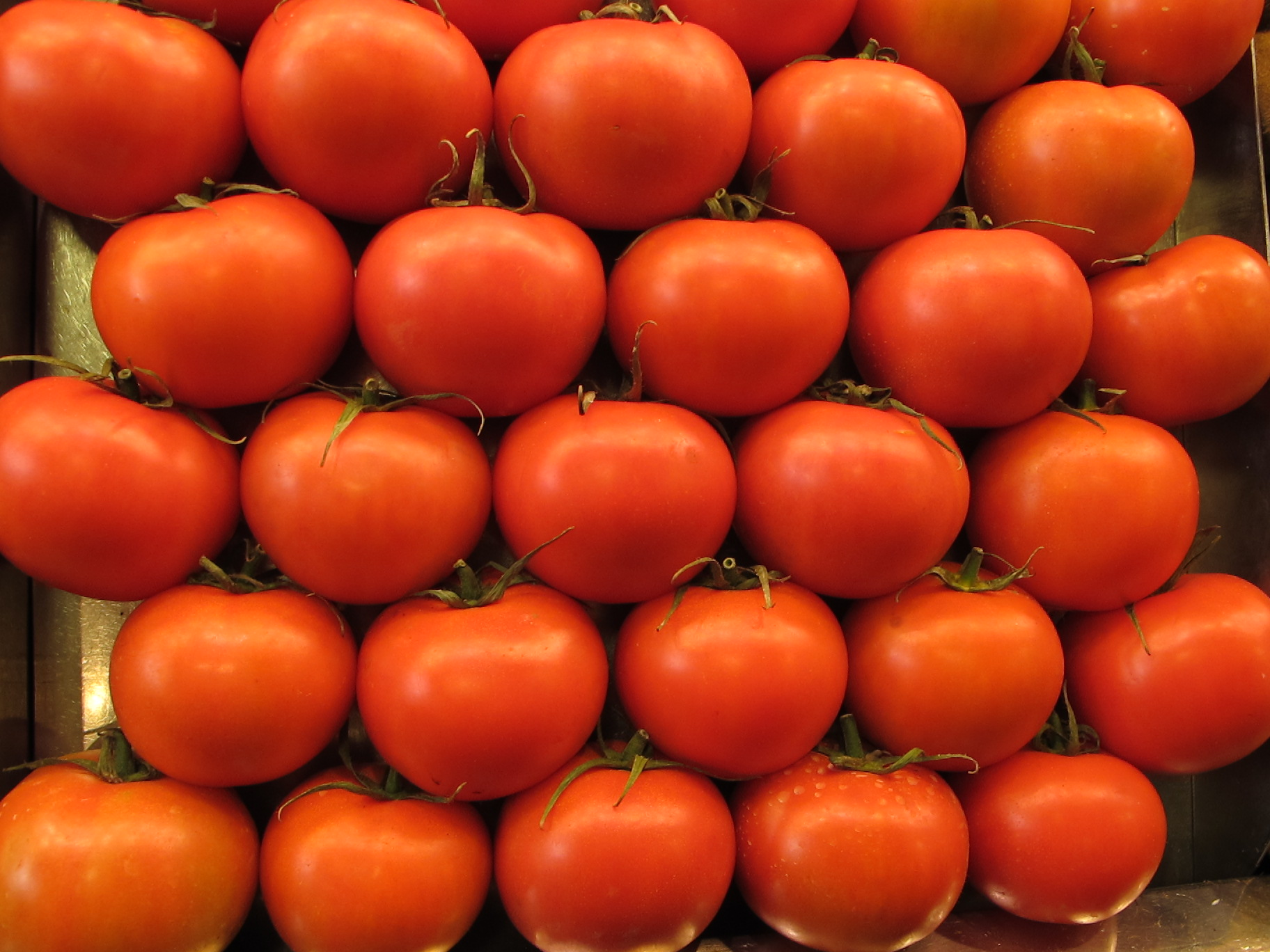
Les tomates mûres contiennent de nombreuses substances provoquant la saveur umami.

L'umami (うま味), prononcé [umami], généralement traduit par « savoureux » serait la cinquième saveur de base avec le sucré, l’acide, l’amer et le salé. Originellement considérée comme telle au Japon, elle l'est ensuite, peu à peu et presque unanimement, dans le monde entier.

## Étymologie
Le mot « umami » est un emprunt au japonais umami (うま味), signifiant « goût savoureux ». Le choix de cette écriture (mixte en hiraganas et en kanjis) est dû au professeur Kikunae Ikeda à partir de umai (うまい／旨い), « délicieux », et mi (味), « goût ». L'écriture en caractères chinois est utilisée de manière plus générale lorsqu’un aliment particulier est délicieux, et vient alors du chinois, mais dans ce cas, il s'agit d'un ateji (caractère chinois utilisé pour décrire une prononciation, plutôt que le sens même du caractère). Il est parfois également écrit 旨み ou 旨味. Il a été retranscrit en langue chinoise par 鲜味, littéralement « goût frais ».

## Origines
Les scientifiques ont longtemps débattu afin de savoir si l'umami était effectivement une saveur de base. En 1985, lors du premier Umami International Symposium à Hawaï, le terme umami a officiellement été reconnu comme le terme scientifique pour décrire le goût du glutamate et des nucléotides. À présent, il est largement accepté comme étant le cinquième goût (oleogustus = goût gras étant le sixième goût, récemment découvert,,,). L'umami représente le goût donné par l’acide aminé L-glutamate et les 5′-ribonucléotides tels que la guanosine monophosphate (GMP) et l'inosine monophosphate (IMP). Bien qu'on puisse le décrire comme un goût plaisant de « bouillon » ou de « viande » avec une sensation durable, appétissante et recouvrant toute la langue, le mot umami n'est généralement pas traduit. Le mot reste umami dans de nombreuses langues comme le français, l'anglais ou l'espagnol. La sensation d’umami est due à la détection de l'anion carboxylate du glutamate (groupe carboxylate –COO– présent à l'extrémité de sa chaîne latérale de propanoate) dans des cellules réceptrices spécialisées présentes sur la langue humaine et animale,. Son effet fondamental est sa capacité à équilibrer et arrondir l’intégralité de la saveur d’un plat. La saveur umami améliore nettement la sapidité d’un grand nombre d’aliments (voir Beauchamp 2009). L'acide glutamique révèle un petit goût d'umami, tandis que les sels de l'acide glutamique, connus sous le nom de glutamate (monosodique), dissociés et ionisés sous forme de carboxylate à haut pH, donnent le goût caractéristique de l’umami. Les GMP et IMP intensifient le goût du glutamate,.

## Découverte

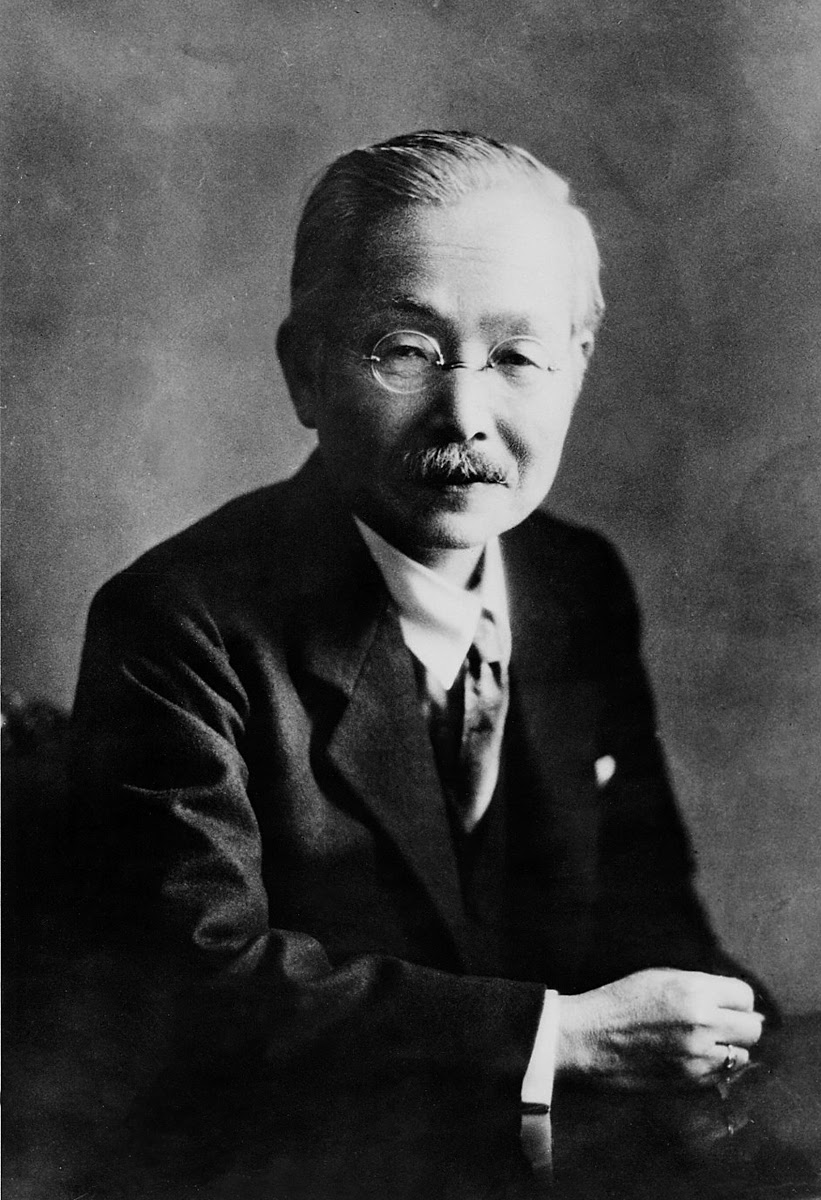
Kikunae Ikeda.

Le glutamate a une longue histoire dans la tradition culinaire. Les sauces de poisson fermentées (garum), riches en glutamate, étaient déjà utilisées dans la Rome antique. Jean Anthelme Brillat-Savarin dans Physiologie du goût parue en 1825, aurait désigné l'umami sous le terme d'« osmazôme », terme inventé en 1806 par le chimiste Louis Jacques Thénard. À la fin du XIXe siècle, le chef Auguste Escoffier, qui avait ouvert ce qui était le restaurant le plus cher et le plus révolutionnaire de Paris, créait des repas qui associaient l’umami à des goûts salés, acides, sucrés et amers. Cependant, il ne connaissait pas la source de cette qualité unique.
Ce n’est qu’en 1908 que le goût umami a réellement été identifié, par le chercheur Kikunae Ikeda, professeur à l'Université Impériale de Tokyo. Il a découvert que le glutamate était responsable de la sapidité du bouillon d’algue kombu. Il a remarqué que le goût du bouillon dashi à base de kombu était différent des goûts sucré, acide, amer et salé, et il l’a appelé umami.
Plus tard, en 1913, un disciple du professeur Ikeda, Shintaro Kodama, a découvert que des copeaux de bonite séchée contenaient une autre substance umami. Il s’agissait du ribonucléotide IMP. En 1957, Akira Kuninaka découvrit que le ribonucléotide GMP présent dans les champignons shiitake conférait également le goût umami. L’une des découvertes les plus importantes de Kuninaka fut l’effet synergistique entre les ribonucléotides et le glutamate. Lorsque les aliments riches en glutamate sont associés à des ingrédients contenant des ribonucléotides, l’intensité du goût qui en résulte est supérieure à la somme du goût des deux ingrédients.
Cette synergie de l’umami explique de nombreux appariements alimentaires classiques, en commençant par la raison pour laquelle les Japonais font le dashi à base d’algue kombu et des copeaux de bonite séchée, et il en est ainsi pour de nombreux autres plats : les Chinois ajoutent des poireaux et du chou chinois dans la soupe de poulet, comme dans le cock-a-leekie, plat écossais similaire, et les Italiens saupoudrent de parmesan la sauce tomate aux champignons. La sensation du goût umami de ces ingrédients associés dépasse le goût de chacun des ingrédients seul.

## Propriétés
L’umami a un après-goût durable et doux. Il provoque la salivation et une sensation de fourrure sur la langue, en stimulant la gorge, le palais et le dos de la langue (voir Yamaguchi, 1998),. L’umami n’est pas savoureux en soi, mais il améliore la saveur d’une large variété d’aliments, surtout en présence d’un arôme assorti. Mais comme les autres saveurs de base, à l’exception du saccharose, l’umami n’est agréable que dans une gamme de concentration relativement faible.
Le goût umami optimal dépend également de la quantité de sel et, en même temps, les aliments hyposodiques peuvent maintenir un goût satisfaisant avec une quantité appropriée d’umami. En fait, Roininen et al. (1996) ont démontré que les taux de plaisir, d’intensité du goût et de salinité idéale des soupes pauvres en sel étaient plus élevés lorsque la soupe contenait de l’umami, tandis que les soupes pauvres en sel sans umami étaient décrites comme moins savoureuses.
Certains groupes de population, tels que les personnes âgées, dont le goût et l’odorat sont affectés par l’âge et la prise de médicaments, peuvent tirer profit de l’umami. La perte de goût et d’odorat peut entraîner de mauvais apports nutritionnels augmentant ainsi leur risque de maladie.

## Aliments riches en umami

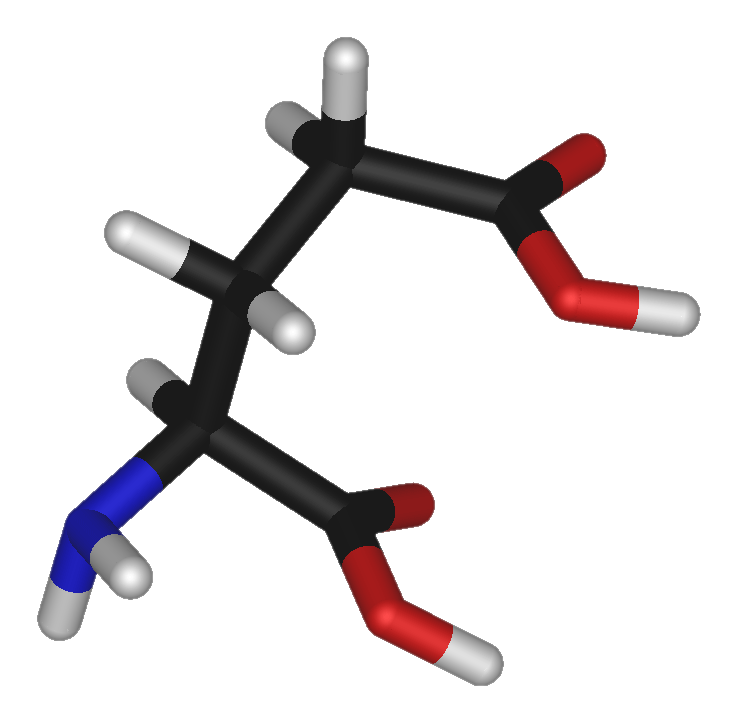
Bâtons en 3D de l'acide glutamique.

De nombreux aliments que nous consommons chaque jour sont riches en umami. Le glutamate est naturellement présent dans les viandes et les légumes, tandis que l’inosinate se trouve essentiellement dans les viandes et la guanylate dans les légumes. Le goût umami est donc commun aux aliments contenant un taux élevé de L-glutamate, d'IMP et de GMP, et plus particulièrement dans le poisson, les crustacés, les viandes fumées, les légumes (par exemple : les champignons, les tomates mûres, le chou chinois, les épinards, etc.) ou le thé vert, ainsi que dans les produits fermentés et vieillis (par ex. : les fromages, les purées de crevettes, la sauce soja, etc.).
La première expérience de l'humain avec le goût umami se fait souvent avec le lait maternel. Il contient à peu près la même quantité d’umami que les bouillons.
Il existe quelques différences dans les bouillons de différents pays. Le dashi japonais donne une sensation gustative d’umami très pure parce qu’il ne se base pas sur des viandes issues de milieux terrestres. Dans le dashi, le L-glutamate est issu de l’algue kombu (Laminaire japonaise) et l’inosinate est issu des copeaux de bonite séchée (katsuobushi) ou de petites sardines séchées (niboshi). En revanche, les bouillons occidentaux et chinois ont une saveur plus complexe en raison d’un mélange plus important d’acides aminés issus des os, des viandes et des légumes.

## Récepteurs gustatifs
Toutes les papilles gustatives sur la langue et les autres zones de la bouche peuvent détecter le goût umami indépendamment de leur emplacement. La carte de la langue d’après laquelle les différents goûts sont répartis sur différentes zones de la langue est une idée fausse couramment répandue. Des études biochimiques ont identifié les récepteurs gustatifs responsables du goût umami, forme modifiée de mGluR4 (en), mGluR1 (en) et récepteur gustatif de type 1 (T1R1 + T1R3). Ces récepteurs ont été identifiés dans les papilles gustatives de toute la langue,,. L’Académie des sciences de New York a corroboré l’acceptation de ces récepteurs en déclarant que des « études en biologie moléculaire récentes ont identifié de solides candidats pour les récepteurs d’umami, y compris l’hétérodimère T1R1/T1R3, et les récepteurs métabotropiques au glutamate aux liaisons 1 et 4 tronquées à qui il manque la majorité du domaine extracellulaire N-terminal (mGluR4 du goût et mGluR1 tronqué) et mGluR4 du cerveau. » Les récepteurs mGluR1 et mGluR4 sont spécifiques au glutamate tandis que les T1R1 + T1R3 sont responsables de la synergie déjà décrite par Akira Kuninaka en 1957. Cependant, le rôle spécifique de chaque type de récepteur dans les cellules gustatives est inconnu. Ce sont des récepteurs couplés aux protéines G (RCPG) couplés à des molécules de signalisation similaires qui incluent des protéines G beta-gamma, PLCb2 (en) et le récepteur IP3 qui provoque la libération de calcium (Ca2+) d'origine intracellulaires. Le Ca2+ active le canal ionique récepteur transitoire de mélastatine 5 (TrpM5 (en)) qui mène à la dépolarisation de la membrane et à la libération d'ATP et à la sécrétion de neurotransmetteurs dont la sérotonine,,,. Les cellules répondant aux stimuli du goût umami ne possèdent pas de synapses types, mais l’ATP transmet les signaux du goût aux nerfs gustatifs, puis au cerveau qui interprète et identifie la qualité du goût,.